# Puuc
Se denomina Puuc a una región de la península de Yucatán, México, donde se sitúa un conjunto de yacimientos arqueológicos que comparten un estilo arquitectónico, al que también se llama puuc. Este estilo se difundió en el período clásico (s. II-IX d. C.), en lo que actualmente corresponde al suroeste de Yucatán y el noreste de Campeche. El estilo puuc es uno de los cinco estilos de la arquitectura maya.
La palabra pu'uk quiere decir, en idioma maya yucateco, 'sierra' o 'cordillera de cerros bajos'. La zona así designada se extiende desde Maxcanú hasta el sur de Peto, llegando, hacia el sudoeste, hasta Campeche. Como bien describe su nombre, es una zona de pequeñas colinas, sin ríos y con pocos cenotes, con una buena proporción de tierra fértil. Estos límites no corresponden con los límites del estilo puuc, ya que hay muestras de este estilo en otros lugares de la península del Yucatán.
Las ciudades mayas más relevantes que se encuadran en esta región son Uxmal, Kabáh, Nohpat, Sayil y Labná. Entre ellas hay calzadas que las unen, llamadas sacbeob.
La transición de la arquitectura anterior al período clásico, a la del estilo puuc, está bien reflejada en Oxkintok. Al sur de la zona Puuc se encuentra este estilo en Edzná y, al este, en Chichén Itzá, ya fuera de la llamada zona Puuc.

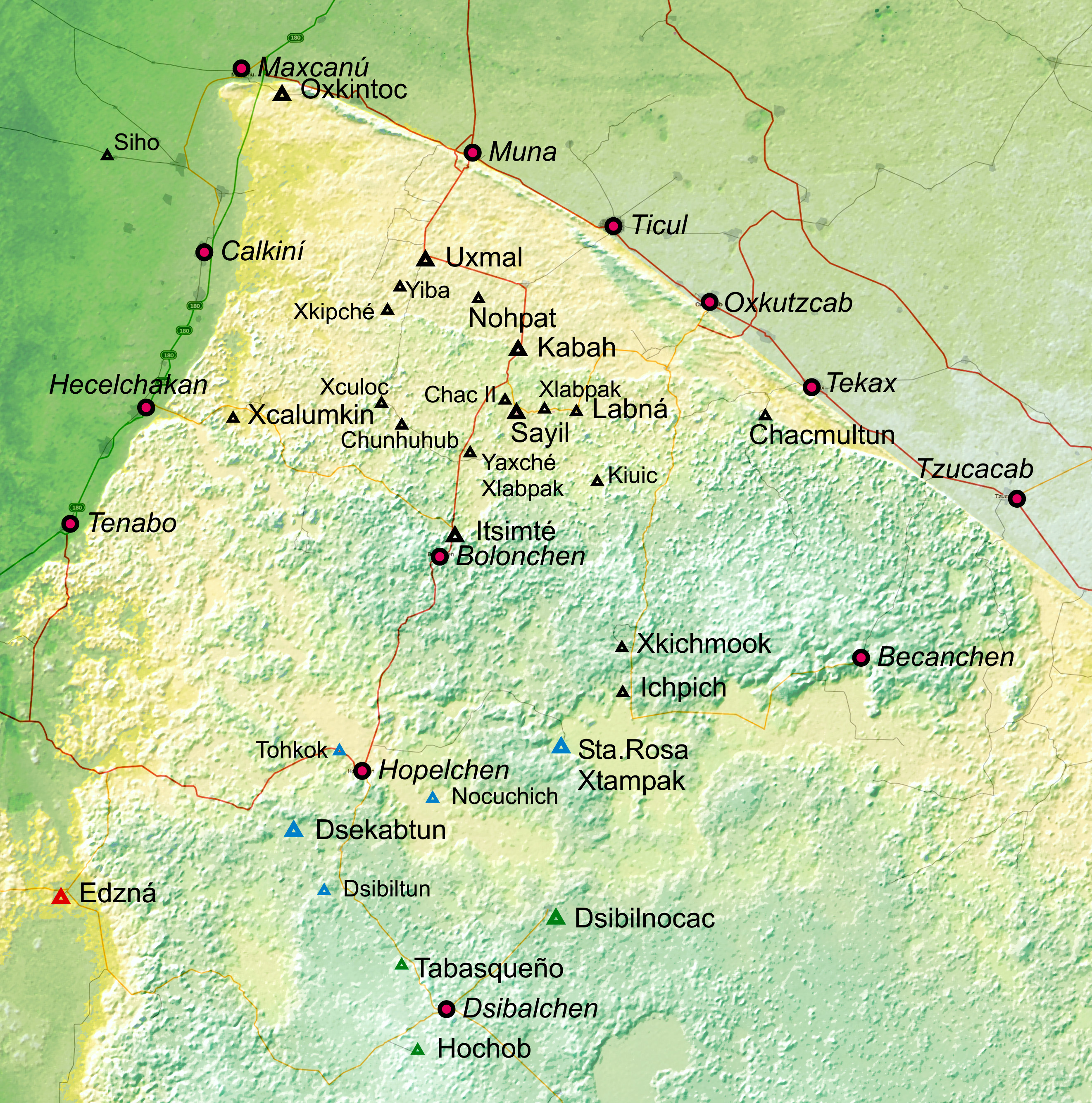
Sitios importantes de los estilos puuc (negro), chenes (verde) y transitorio (azul).

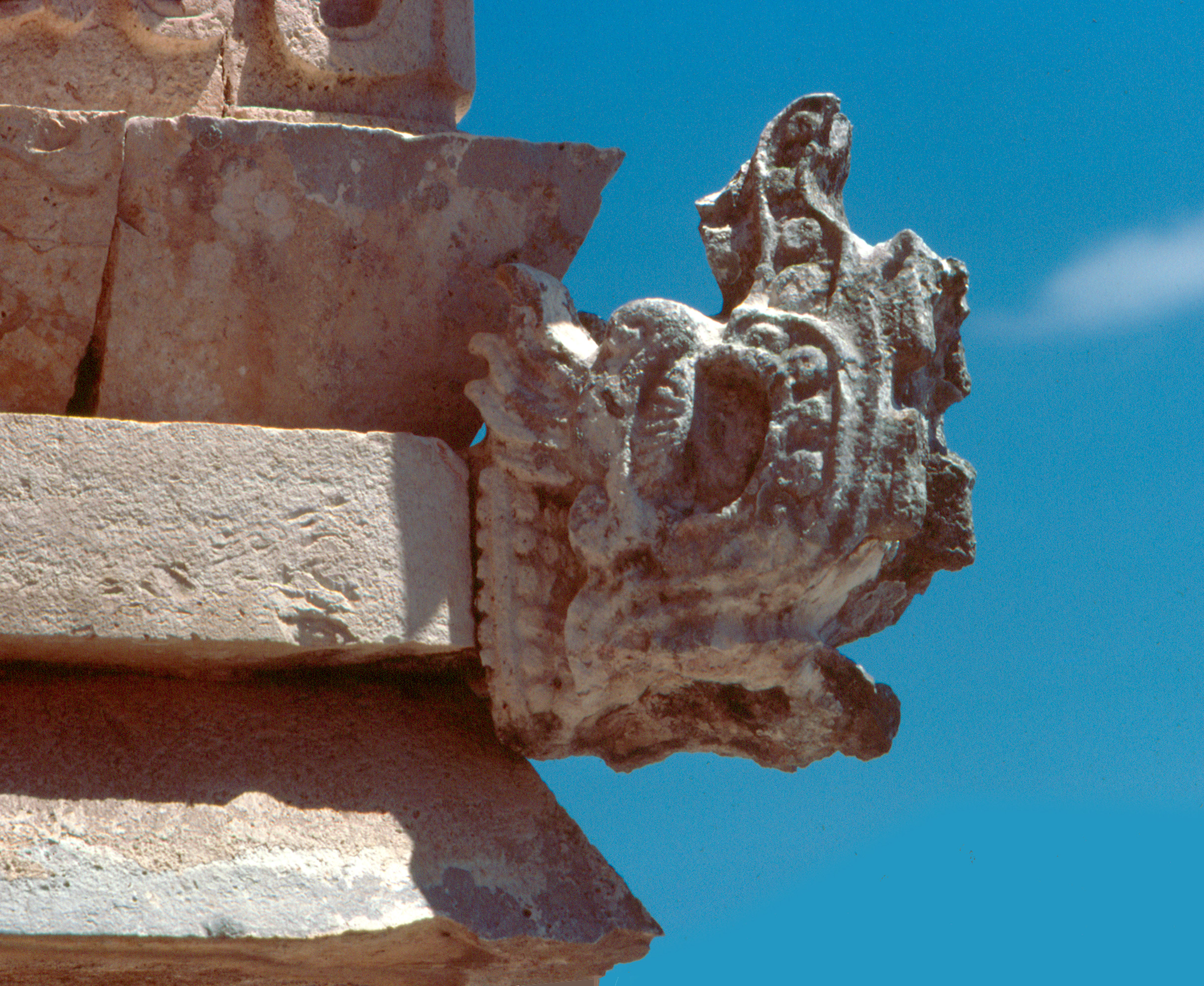
Cabeza de serpiente, en una esquina del Palacio del Gobernador, en Uxmal.

## Origen y características

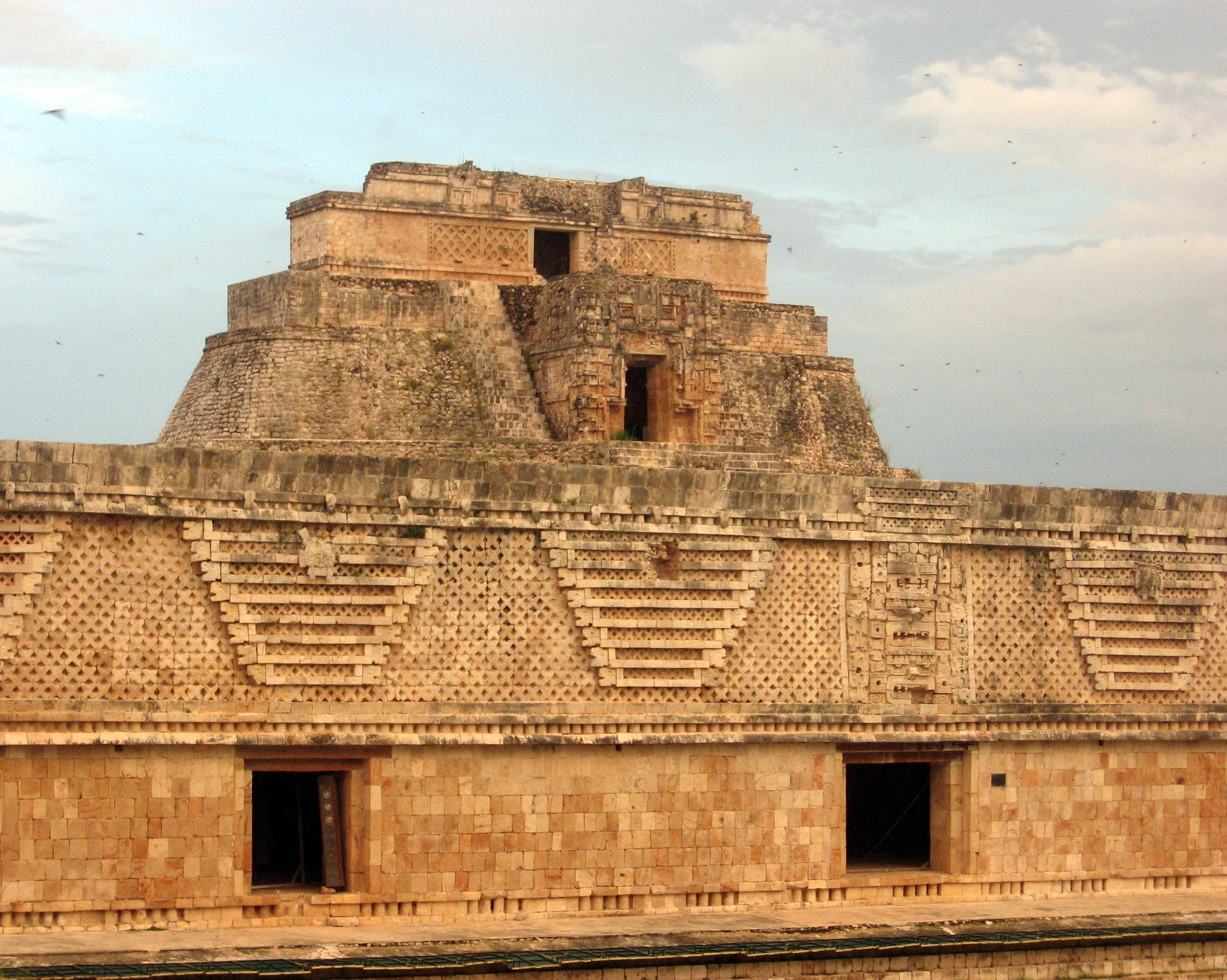
Uxmal. Edificio sur del Cuadrángulo de las Monjas, con la pirámide del Adivino en el fondo.

El asentamiento de los mayas, en la región Puuc, se realizó hacia el final del período clásico, a partir del año 600 (el período clásico se extendió entre los años 325 y 925), donde levantaron las ciudades, utilizando el estilo arquitectónico que hoy se conoce como Puuc. Este estilo reúne elementos de otras épocas, que se mezclan con rasgos originales y procedentes del propio medio ambiente del lugar. Los restos que se hallan en la actualidad, sobresalen por su belleza y magnificencia.
Aparte de las ciudades más relevantes señaladas anteriormente, hay otras, como Chacmultún, Sabacché, Chacbolai, Xlapak y Kiuik. Todas estas urbes estaban unidas por los sacbés, que facilitaban las comunicaciones y sumaban a su función comercial la religiosa, al ser las vías por donde se celebraban diferentes marchas rituales o procesiones.
La expresión del arte puuc no solo abarca a las construcciones arquitectónicas, sino que también se encuentra en pintura y cerámica.
Las características de la arquitectura puuc son los muros lisos, verticales en la parte inferior, con frisos que decoran la parte superior, rematados por cornisas planas y grecas. El uso de las columnas para separar los espacios y las puertas de acceso, así como las escalinatas, las bóvedas ovaladas y en triángulo trunco.
Los edificios están decorados con mascarones, muchos de ellos en representación del dios de la lluvia, Chaac, con su gran y característica nariz que evoca los rayos; columnillas, que evocan las cañas de las paredes de la chozas; grecas de serpientes onduladas, así como los paneles con jeroglíficos y altas cresterías.
Entre las regiones de Campeche y Yucatán, se aprecian algunas diferencias; en Campeche hay más uso de muros verticales, rematados con frisos, columnas en entradas y arcos en escalera, se recubren las obras con piedras bien cortadas y se decoran con mosaicos de piedra y jeroglíficos. En Yucatán, los muros verticales están rematados con frisos mucho más ornamentados y la ornamentación se vuelve más abstracta.
Todas las construcciones son de dimensiones regulares, lo mismo que las esculturas que se unen, junto a la pintura, con mucha naturalidad, con la arquitectura. Los conjuntos son de gran espiritualidad, representando el sentido religioso que dominaba en esa sociedad.
La arquitectura se basa en el tipo de choza típica maya, para realizar sus construcciones y motivos. En la escultura, es la figura humana, en línea realista, la que ocupa una posición relevante. Casi siempre, la finalidad es religiosa. Otra característica es la integración en el paisaje, en el medio ambiente, de las edificaciones, donde se aprecia una enorme armonía.

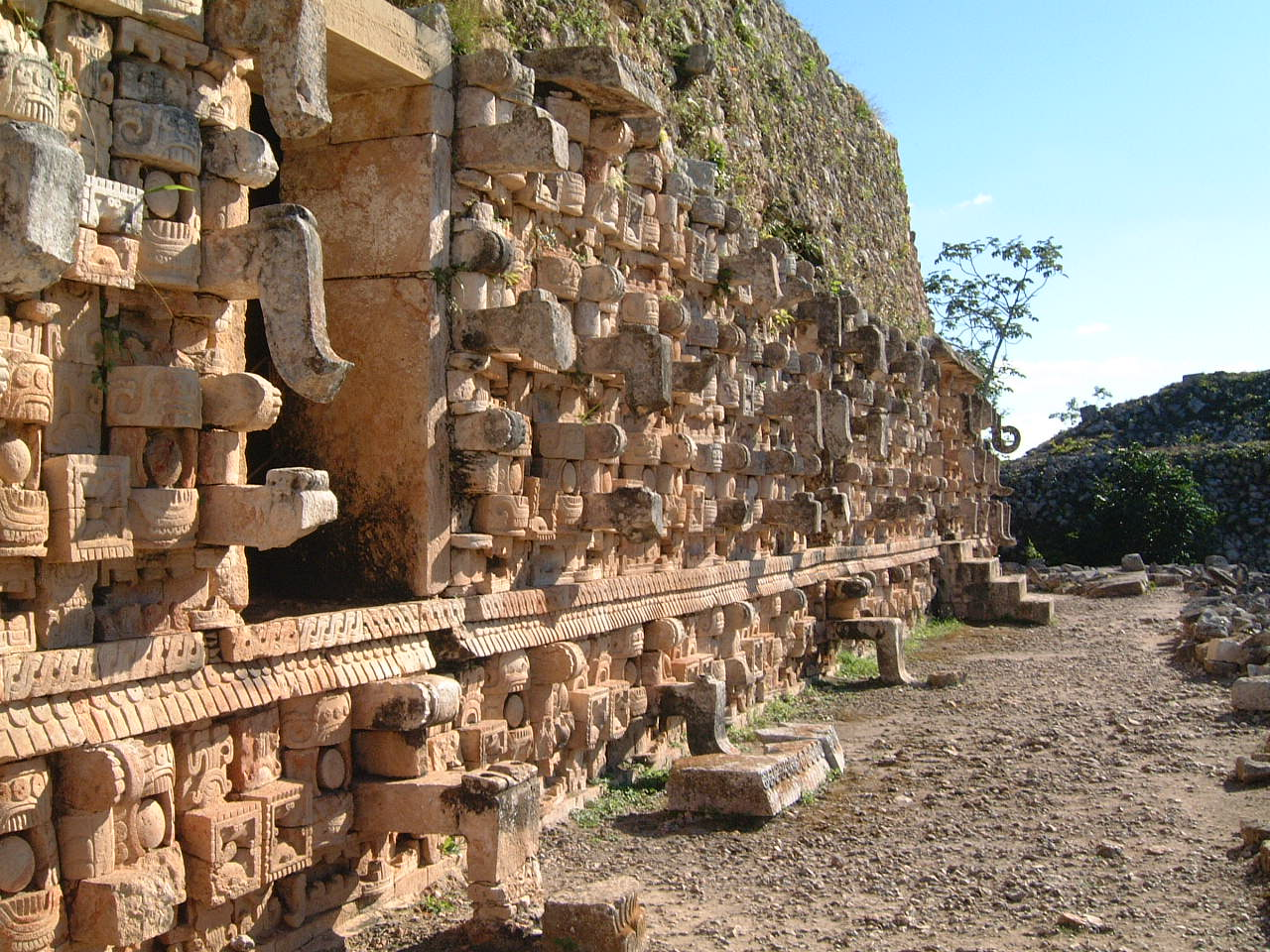
Decoración del Codz Poop en Kabáh.

También se aprecia, en algunas ciudades, influencias de origen nahua y el seguimiento del culto a Quetzalcóatl, que se integraron con las bases originales de la tradición puuc. A esto se le ha dado en llamar Puuc modificado. Como rasgo característico de este estilo, son los mascarones, que representan a Quetzalcoatl, para los mayas Kukulkán,  así como la sustitución de los «templos choza» por serpientes y las serpientes añadidas en las esquinas. También son representantes de este tiempo las figuras de animales y plantas en los frisos. La dependencia de la lluvia, que los habitantes de la zona Puuc tenían, al carecer de otras fuentes de agua, es la explicación para la existencia del enorme número de mascarones dedicados al dios de la lluvia, Chaac.
Más allá de los impresionantes elementos decorativos de este estilo arquitectónico, el uso de una base de hormigón es considerada un avance sobre las técnicas que se vinieron utilizando hasta entonces, la utilización de grandes piedras, que realizaban la labor de cimentación. La utilización de la albañilería con recubrimiento de chapas de piedra, permitió la construcción de estancias más amplias y duraderas, que se mantienen en pie, aun cuando buena parte de la construcción se ha desmoronado. Hay que destacar que las cresterías y los edificios estaban pintados de brillantes colores.

## La exploración y el estudio de la zona
Los primeros datos documentados sobre la zona, datan de 1588, de la documentación que desarrolló fray Antonio de Ciudad Real, en la visita que realizó con fray Diego de Landa, a Uxmal, en 1573. Fray Antonio decía en sus escritos que los habitantes de la zona no sabían el origen de las construcciones y que, según sus pesquisas, estas se habían realizado unos 900 años antes.
En 1658, otro monje, fray Diego López de Cogolludo, visitó la zona e imaginó los usos que podían tener los edificios que veía. Fue él quien les dio el nombre que aún hoy en día conservan.
En el siglo XIX, en 1834, visitó Uxmal el austriaco Jean-Frédéric Waldeck, que hizo una serie de dibujos y atribuyó influencias orientales a los restos arqueológicos que visitó. Con la información recogida, realizó el libro Viaje pintoresco y arqueológico en la provincia de Yucatán, que se publicó en 1838 y fue la primera difusión del arte y cultura mayas. Tres años más tarde, en 1841, John Lloyd Stephens, Frederick Catherwood y Samuel Cabot visitaron la zona. Stephens se dedicaba a tomar apuntes sobre los edificios y la cultura, Catherwood a realizar ilustraciones y Cabot a estudiar la fauna. Stephens y Catherwood venían recorriendo América Central, en busca de hallazgos arqueológicos, desde 1839. Catherwood tenía una cámara fotográfica, un daguerrotipo, para documentar los hallazgos, pero que no fue usada más que para sacar fotografías a los lugareños.
Estos tres investigadores realizaron varias visitas a Uxmal. En una de ellas, a raíz de que a Stephens un lugareño le contara la leyenda de un dios enano, que construyó alguna de la edificaciones, denominaron a la pirámide principal de Uxmal pirámide del enano, hoy también se la llama del adivino. En su tercer viaje, encontraron el Trono del jaguar, que llevaron a Estados Unidos y que fue un acicate en sus investigaciones. También descubrieron Kabáh y fueron ellos quienes le pusieron el nombre de "casa 1", "casa 2" etc. a sus edificios y, al que llamaron "casa 3", por sugerencia de los guías le pusieron "Casa de la justicia". Quedaron maravillados con el arco que señala el comienzo de la calzada. Siguieron investigando más allá de esta ciudad y encontraron más ruinas, hallando un bajorrelieve en madera sobresaliente. Las exploraciones siguieron por Sayil, de la cual ya había dado noticia Diego López de Cogolludo, en el siglo XVII. Estudiaron el cenote del rancho de Chac y llegaron a las construcciones de Sabacché, Xlapak-Uzalbay y Labná.
En 1843 publicaron Incidentes de Viajes a Yucatán y, al año siguiente, Vistas de Antiguos Monumentos de América Central, que contenía 25 litografías en color, procedentes de aguafuertes realizados de varias ruinas.
En 1865, la esposa del emperador mexicano, Maximiliano de Habsburgo, visitó Uxmal.
Teoberto Maler, quien vendría a ser uno de lo más importantes exploradores de esta área, llegó al puerto de Veracruz el 1 de enero de 1865, como parte del equipo de expedicionarios del emperador Maximiliano de Habsburgo. Al terminar su carrera militar, con la caída del Segundo Imperio, se dedicó al estudio de las ruinas mayas de todo Yucatán y, en especial, de la zona Puuc.
A finales del siglo XIX, eran varios los investigadores que trabajaban en la zona Puuc. En 1882, Désiré Charnay intentó conocer la antigüedad de los monumentos, para basar su hipótesis de que eran de fecha reciente, muy próxima a la llegada de los españoles a América. No obtuvo los resultados esperados.
En 1917, visitó Uxmal Eduard Georg Seler y, años después, en 1921, se publicó una relación de las primeras citas de Uxmal y, entre 1929 y 1930, Franz Bloom realizó el primer plano de Uxmal. Durante la primera parte del siglo XX, los arqueólogos mexicanos Martínez Cartón, Enrique Palacios, Eduardo Noguera y Juan Martínez Hernández, realizaron diferentes estudios en varias ciudades de la zona Puuc. Luego, en 1925, José Reygadas Vértiz, que era responsable del Museo Nacional de Arqueología, realizó un estudio de Sayil, muy completo.
En 1950 se comenzó la restauración de Uxmal, para la cual hubo que limpiar la zona y realizar un profundo estudio. Se encargó de estas labores el grupo formado por Rafael Orellana, Amalia Cardós, César Sánchez y Alberto Ruz. De estos estudios, se llegó a la conclusión que el abandono de la ciudad de Uxmal se había producido en el siglo XIII y no en el XV, como se creía. Hasta ese momento se pensaba que Uxmal había sido abandonada después de la destrucción de Mayapán cuando, en realidad, se había abandonado al final del periodo tolteca.

## Las ciudades puuc
Aunque hay algunas ciudades relevantes, como Chichén Itzá o Edzná, que tienen elementos constitutivos del estilo arquitectónico puuc, hay una serie de ciudades, entre las que destaca Uxmal, que están relativamente cercanas y configuran un circuito conocido como ruta Puuc, el cual se complementa con lugares como las Grutas de Loltún que, siendo uno de los escasos suministros de agua, contienen pinturas y otros restos arqueológicos, o las de Xtacumbilxunaan. Entre estas ciudades, las más relevantes son las siguientes:

### Uxmal

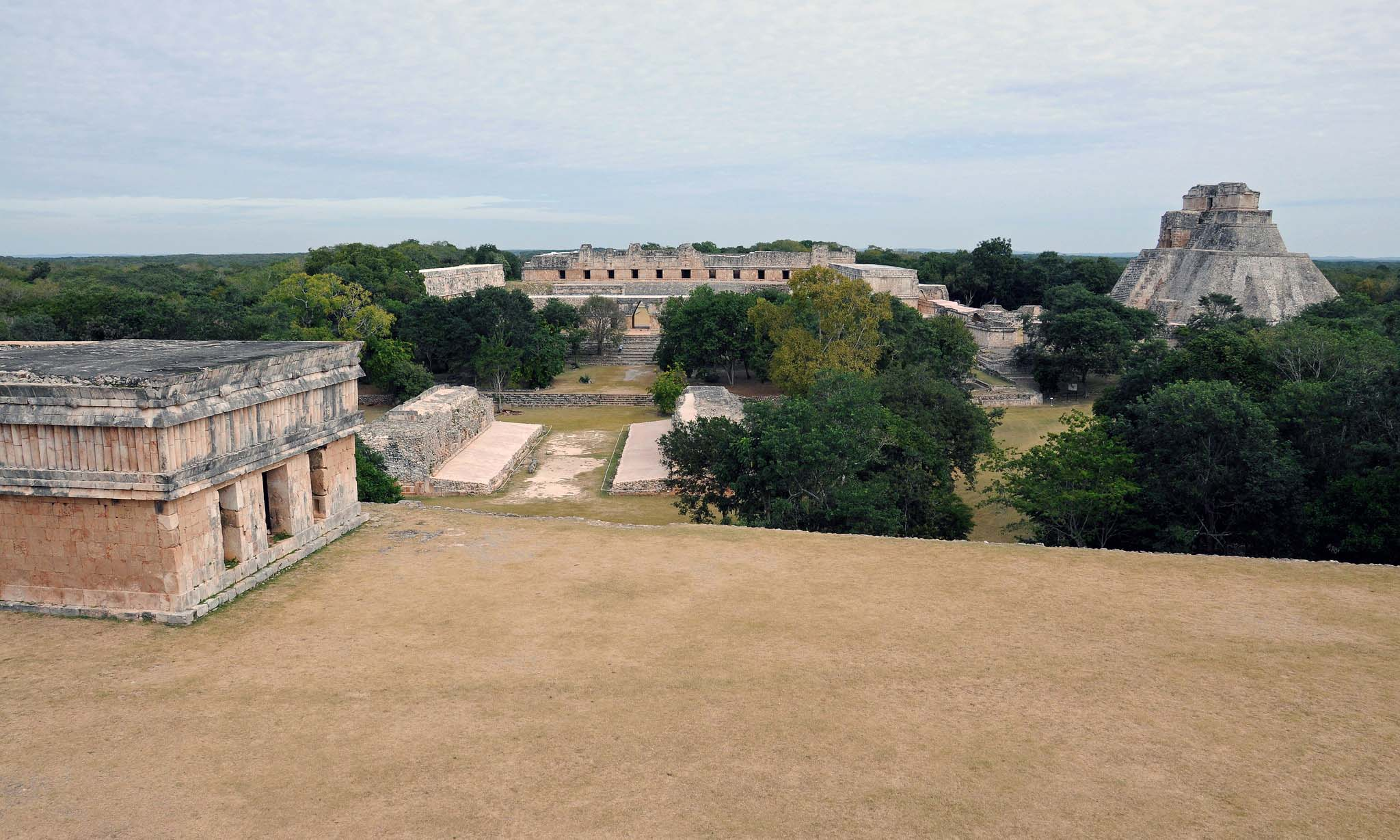
Vista panorámica de Uxmal.

Sin lugar a dudas, la ciudad representativa de la zona Puuc es Uxmal. Uxmal se localiza a 62 kilómetros al sur de Mérida y, desde siempre, ha sido la ciudad referente de esta región maya.
El nombre actual parece derivar de Oxmal, que quiere decir tres veces edificada, y parece hacer referencia a su antigüedad y las veces que tuvo que reedificarse. De estas hipótesis no hay comprobación alguna. Estuvo amurallada y contó, en su esplendor, con unos 25 000 habitantes.
Las referencias más antiguas son las recogidas en los Chilam Balam de Chumayel (escritos en maya con caracteres latinos, donde se relata la historia de los mayas). Con esta base, y con las interpretaciones de las inscripciones de los anillos de la cancha del juego de pelota, se estima que Uxmal fue fundada en el siglo VII, durante la primera ocupación, en el periodo clásico.
También está registrada en Chilam Balam (en el Katun 2 ahau (años 987 al 1007), la segunda ocupación, ocurrida en el siglo X, realizada por emigrantes procedentes del Altiplano Central, de etnia tutul xiúes. De este periodo, hay huella en las edificaciones. Los anales en lengua maya, fechan la llegada de los xiúes a Uxmal entre el año 987 y el 1007. Este grupo introdujo los componentes nahuas y, con ellos, el culto a Tláloc y Quetzalcóatl. El dios de la lluvia, Chaac, está presente desde antes de la venida de los nahuas y por la gran dependencia de la lluvia que tenían los habitantes de toda la zona Puuc.
A pesar de que la arquitectura de estilo Puuc es la predominante en la zona, también se han encontrado vestigios de otros estilos, reunidos en el mismo lugar. El estilo chenes se refleja en las fachadas de los edificios, así como en representaciones de la serpiente emplumada, de estilo tolteca y en rastros hallados en otras esculturas, con características mexicas y olmecas, manifestándose rasgos teotihuacanos en algunos de los mascarones que representan al dios Chaac.
Los edificios de Uxmal se encuentran ubicados sobre un eje norte sur, algo que es habitual en las ciudades de esta región. Se agrupan, aprovechando las características del terreno, formando patios, normalmente cuadrangulares y cerrados, aunque hay algunos independientes. Los más relevantes son:

#### Pirámide del Adivino
La pirámide del Adivino, también llamada del Hechicero, del Enano o del Gran Chilán, nombres todos ellos provenientes de la leyenda que le contaron al investigador estadounidense, John Lloyd Stephens, cuando visitó Uxmal, la cual cuenta la historia de un enano que era hijo de una hechicera y que había nacido de un huevo. Este personaje, con la intención de hacerse gobernador de la ciudad, apostó con el gobernador de entonces, que era capaz de construir una pirámide en una sola noche. La pirámide fue construida y el enano se proclamó gobernador de la tres veces edificada ciudad de Uxmal.
Es el mayor monumento de la ciudad. Tiene una altura de 35 m y una anchura de 53,5 m. Consta de cinco estructuras diferenciadas y de diferentes épocas. Cada una de ellas tiene su propio templo (los primeros están enterrados por los siguientes y son inaccesibles, mientras que para acceder a los otros se ha practicado una apertura). Se alza sobre un zócalo, o banqueta, que rodea la construcción. Se comenzó a edificar en el siglo VI y el último nivel data del siglo X. Los jeroglíficos existentes han ayudado a la datación de cada uno de los periodos de construcción.

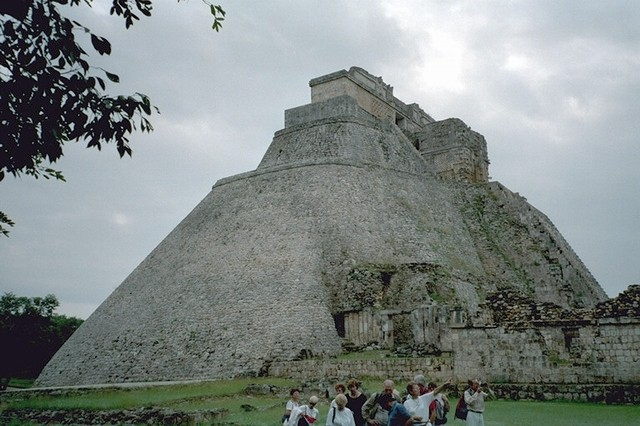
Pirámide del Adivino.

- Nivel I, Templo I. Su ubica sobre la plataforma, o banqueta; es decir, prácticamente a nivel del suelo. Su decoración es a base de columnillas y mascarones de Chaac, entre los que destacan los dos que están sobre la entrada. En este templo se encontró la escultura denominada la Reina de Uxmal, que es una cabeza de serpiente, con la boca abierta, de la que sale un ser humano.

- Nivel II, Templo II. Para edificar este templo, que queda a una altura aproximadamente de las 2/3 partes de la actual, hubo que cubrir el Templo I y realizar sobre él una pirámide. Para acceder a él, se hizo una abertura, desde donde se observan las columnas que soportan el techo.

- Nivel III, Templo III. Es un oratorio que luego se cubrió, construyendo otro, con un trono en forma de mascarón de Chaac.

- Nivel IV, Templo IV. Es el mejor conservado de todos los cinco templos. Tiene una cámara en forma de mascarón de Chaac, coincidiendo la boca de la misma, con la entrada a la cual se accede por la parte este de la pirámide. Tiene una decoración muy recargada, fuera de lo habitual en el estilo puuc.

- Nivel V, Templo. Se levanta en la cumbre de la pirámide y para acceder a él hay que subir 150 empinadas escaleras, que están flanqueadas por mascarones de Chaac. La decoración de las fachadas es plenamente puuc, paredes bajas lisas, sobre las que se pone una gran greca decorada, en este caso, con serpientes entrelazadas y una choza de tejado de paja.

Los escalones de las pirámides son estrechos y empinados (casi siempre superan los 45 grados). Se pretendía que fieles, sacerdotes y víctimas propiciatorias no pudieran, durante el ascenso, levantar la cabeza hacia el templo, situado en lo alto, donde reside una divinidad, ni pudieran dar la espalda a ese dios, durante el descenso.

#### Cuadrángulo de las Monjas

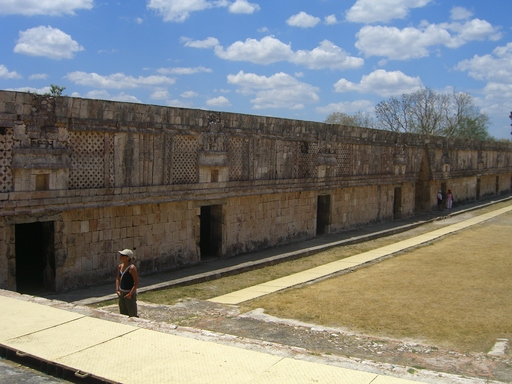
Edificio sur del Cuadrángulo de las Monjas.

Detrás de la Pirámide del Adivino hay un gran patio, situado sobre una gran plataforma cuadrada, de 120 m de lado. En cada lado se alzan edificaciones que tienen un gran número de aposentos, que se abren al patio. Este hecho llevó, ya en las primeras visitas que realizaron los españoles a este lugar, a que lo compararan con un convento; de ahí adopta el nombre, desde esos tiempos, de Casa de las Monjas.
La decoración de todos los edificios sigue la línea del más puro estilo puuc. Los muros inferiores son lisos, mientras que los superiores tienen una muy nutrida ornamentación. En las esquinas hay mascarones de Chaac y cabezas de serpiente, lo demás queda completado con figuras geométricas, serpientes y mascarones de Chaac.
La edificación que se alza en el lado norte está a un nivel superior a las demás. Se acceda a ella por una gran escalera, que tiene una estela en el centro. Al final de esta escalera hay dos templos, uno mayor que otro. El de la derecha, el menor, no tiene ornamentación y solamente tiene dos columnas. El de la izquierda, el mayor, tiene una ornamentación que hizo pensar que estaba dedicado al planeta Venus (de donde le llamaron Templo de Venus) y se soporta en cuatro columnas.
En este edificio hay un total de 26 habitaciones, que se disponen de forma horizontal. La ornamentación se completa con una greca, en la que figuran, figuras humanas, monos, pájaros y estilizadas chozas mayas, con techos de plumas y serpientes de dos cabezas. Evidentemente, hay mascarones de Chaac y también de Tláloc.
El edificio del lado sur, que destaca por la buena factura del trabajo en piedra, tiene ocho habitaciones, a las que se accede desde el exterior y a cada lado del mismo hay un pequeño cuarto. Un arco sirve de entrada y en el interior hay pinturas de manos rojas, que se cree simbolizan al dios Zamná, llamado rocío del cielo, o mano celestial. Estas pinturas quedaron al descubierto, al desprenderse los estucos policromados que cubrían estas estancias. La decoración de la fachada está compuesta de alternancia de paños lisos, con grupos de tres columnas, que se completa con representaciones de Chaac, donde se ha cambiado la nariz por ondulaciones en los ojos, representando la lluvia al caer.
El edificio del este tiene cinco cámaras, dos de las cuales luego tienen habitaciones interiores. Este edificio tiene una longitud de 50 m. La decoración de sus muros imita a escamas de víbora. Se complementa con seis serpientes bicéfalas, dispuestas de mayor a menor y que tienen como corona cabezas de búhos, ave asociada a la muerte. Los mascarones de Chaac, también están presentes.
En el lado oeste hay un edificio de 50 m de largo, con seis cámaras con habitaciones interiores. Este edificio está decorado con un mosaico de piedra, con figuras sobrepuestas. Destaca la que está sobre la puerta central, que parece representar a un dignatario asociado al culto de la tortuga. Posteriormente se añadieron dos serpientes emplumadas, en representación de Quetzalcóatl.

#### Juego de Pelota
Las canchas del juego de pelota no abundan en las ciudades de la zona Puuc. Solamente en Uxmal se ha encontrado esta. Su estado, muy deteriorado, deja ver dos partes, que conforman los laterales de la cancha y donde estaban los anillos por los cuales se debía de introducir la pelota. Estos anillos se han encontrado, al pie de estas estructuras.
El juego de pelota es muy habitual en las culturas de Mesoamérica. Tenía un sentido deportivo religioso, que lo convertía en toda una ceremonia mística. Su significado está relacionado con el movimiento de los astros y la lucha de la luz contra la oscuridad. En la zona maya, se recogen relatos relativos a este juego, en el códice Popol Vuh.

#### Casa de las Tortugas

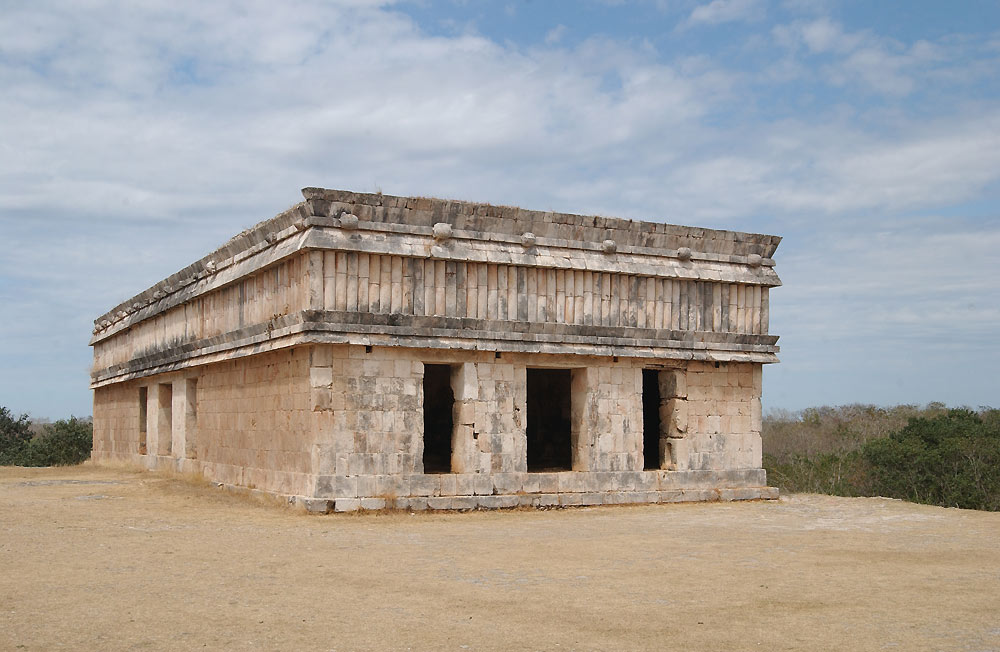
Casa de las Tortugas.

Al término de la plataforma del palacio del Gobernador, está este edificio, que tiene una ornamentación basada en figuras de tortugas, de donde recibe el nombre. Con unas medidas de 10 m de ancho, por 30 de largo, tiene tres cuartos en el centro y dos en cada lado. En el interior hay pequeñas banquetas.

#### Palacio del Gobernador
Sobre una gran plataforma, que conforman tres terrazas rodeadas de una planicie, se alza este edificio, que es el más destacado (junto con la Pirámide del Adivino) de la ciudad y de la arquitectura maya, y está considerado como una de las cumbres arquitectónicas del México prehispánico.
Mide casi 100 m de largo, 12 de ancho y 9 de altura y consta de tres cuerpos independientes. El central, es un edificio rectangular, que tiene catorce cámaras accesibles, 11 de ellas desde el exterior. A ambos lados se levantan sendos edificios que quedan unidos al central mediante galerías de bóvedas. Los muros, a la altura de los accesos, están lisos, sin ornamentación. Sobre ella hay una gran greca, muy ornamentada con muchos mascarones de Chaac, chozas de techo de paja, guirnaldas, columnitas, tronos y tocados de plumas, que dan a todo el conjunto una gran relevancia.
Sobre la puerta central, se ubica una figura que representa a un gobernante con un gran penacho, que se corona por una composición de serpientes bicéfalas.

#### La Gran Pirámide
En el lado sudoeste de la plataforma inferior del palacio del Gobernador, se levantan los restos de lo que debió ser una pirámide de magnitud similar a la del Adivino. Consta de nueve basamentos escalonados, con una gran escalera por la que se llega a una plataforma que, separada por cuatro escalones, da acceso al edificio erigido allí. En el centro, se encuentra el paso al interior, donde hay un gran mascarón de Chaac.
La fachada norte se restauró entre 1972 y 1973. El nivel superior está datado en el siglo IX. La ornamentación está realizada mediante una cornisa con tres elementos, que tiene tres mascarones de Chaac, uno sobre otro, grecas y una decoración de aves, concretamente guacamayas que están asociadas al sol, y que le dan nombre al templo.

#### Plataforma de los Jaguares
En la terraza que se abre enfrente del Palacio del Gobernador, se ubica esta pequeña plataforma, a la que se accede por cuatro escaleras. En ella se encuentra una escultura, que representa a dos jaguares unidos por el tórax. Esta escultura podría haber sido un altar ceremonial. Está orientada de norte a sur. Entre esta terraza y la fachada del palacio, hay una columna fálica. A los pies de la plataforma de los jaguares, nace el sacbé que va a Kabáh.

#### Conjunto de la Casa de las Palomas y el Templo Sur

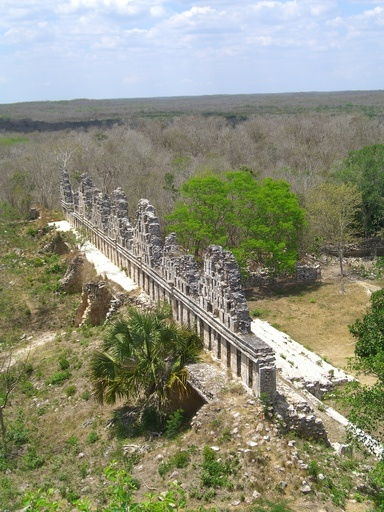
Casa de las Palomas.

Es una edificación que cierra un lado de un patio rectangular, de 140 m². Se ubica detrás de la Gran Pirámide y tiene dos partes bien definidas: la norte, que consta de dos hileras de habitáculos, unos con acceso desde el patio y otros por el otro lado, sin que tengan comunicación los unos con los otros y la sur, que están mejor conservados y han sido construidos a un nivel diferente, más alto, que los del norte. Sobre los habitáculos de la parte norte, se levantan los restos de una muy notable crestería. El parecido de estos restos con un palomar, le ha dado el nombre al edificio. En una de las esquinas hay una pirámide pequeña, coronada con un templo.

#### Estructura del Chimez
De extrañas características, pudiendo decir que únicas en la zona, se encuentra en mal estado. Tenía dos niveles; del segundo, hay algunos restos en la parte norte. La decoración de la fachada está basada en figuras geométricas, que recuerdan a un ciprés, de donde le viene el nombre, ya que en maya ciprés se dice chimez.

#### El Arco
Del arco de entrada a la ciudad y donde daba comienzo el sacbé que se dirige a Kabáh, solo queda su base. Por las dimensiones de la misma, se estima que la altura de la construcción sería de unos seis metros, con una anchura de tres metros.

#### Pirámide de la Vieja
Se sitúa en cercanía a la esquina sudoeste del Palacio del Gobernador. En muy mal estado, todavía se aprecian restos del templo que tuvo en su parte superior y otra edificación en su base. Recibe el nombre de la leyenda que le contaron a Stephens, sobre un enano que nació de un huevo.

#### Cuadrángulo del Cementerio
La ornamentación, a base de calaveras y huesos hizo que recibiera el nombre de Cementerio. El conjunto está compuesto por cuatro edificios, que cierran un patio. El edificio del lado norte es una pirámide, que aún tiene restos de un templete, en su cima. El edificio del lado oeste, restaurado, extiende una fachada lisa, con una cornisa compuesta por dos bandas horizontales y está rematado por una crestería de 10 orificios.

#### Estructura de los Falos
Cerca de la Pirámide de la Vieja, a 500 m al sudoeste, se halla este conjunto, muy deteriorado, que tiene unas fachadas lisas, con una cornisa con estructuras en forma de falos que, colocadas en el techo, debían de tener la función de desaguar las aguas de lluvia.

#### Grupo de las Columnas
Son dos templos pequeños, que tenían ornamentación a base de columnas, cuyos restos le han dado nombre al conjunto. Se ubica al noreste del Cuadrángulo del Cementerio. Están en muy mal estado de conservación.

#### Plataforma de las Estelas
Se sitúa al norte del Grupo de las Columnas. Hay quince estelas, que cuentan con bajorrelieves de figuras humanas, ataviados al uso. Estos bajorrelieves, que forman jeroglíficos, están muy deteriorados y las estelas se encuentran caídas.

#### Estructura Noroeste y Norte
Estos grupos de edificios están todavía sin estudiar, ni restaurar. Se aprecia, en el Grupo del Noroeste, una pirámide y un patio en forma de cuadrángulo, rodeado de edificaciones.
En el Grupo del Norte hay una pirámide alta y los restos de un arco.

### Kabáh

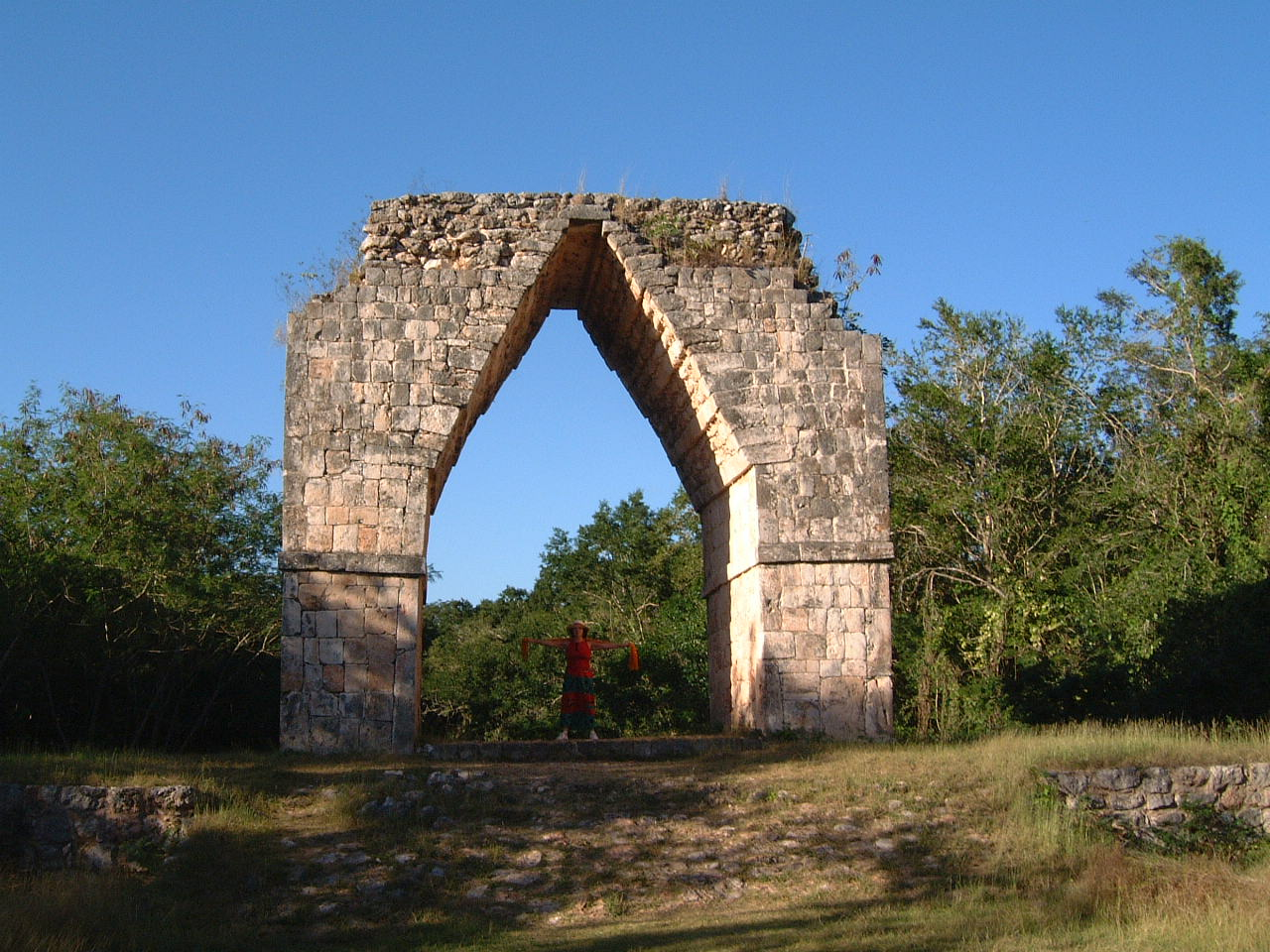
Arco al final del sacbé.

La ciudad de Kabáh es ya citada en el Chilam Balam de Chumayel y su nombre viene a significar el señor de la mano fuerte y poderosa. Se cree que este nombre está asociado con la representación que hay a su entrada, en donde una escultura representa a un hombre que sostiene con su mano una serpiente. Teoberto Maler la llamó Kabahaucan.
Ocupa una extensión de 1,2 km²; con una longitud, de norte a sur, de 1 y 1,2 km, de este a oeste. Esta área es lo que ha sido estudiado de este complejo arqueológico. Se estima que los montículos que hay alrededor de las mismas, son construcciones que todavía no han sido "descubiertas". La inexistencia de fuentes de agua, obligaba a la utilización de chultunes, para la recogida del agua de la lluvia.
La ciudad se conforma alrededor de un eje que va de norte a sur y sus edificios están comunicados mediante calzadas o sacbés. Una de estas calzadas, de mayor tamaño, es la que sale por el arco del triunfo y llega a Uxmal, que está a unos 37 km al norte. Las edificaciones se agrupan en sendos conjuntos de edificios, situados uno al este y otro al oeste del eje principal norte sur.
En el conjunto oeste, conocido como Grupo del Poniente, es donde el investigador Stephens encontró el dintel de madera que le llamó la atención, por la calidad de su talla. Este objeto fue llevado a Estados Unidos y se perdió en un incendio. El estado actual de las construcciones, es de deterioro. En las paredes de las habitaciones que conforman estas construcciones hay pinturas, realizadas con huellas de manos, de color rojo. Por este motivo este conjunto recibe el nombre en lengua maya de Dzalkabilkik, que quiere decir "lugar de las manos de sangre".
Los edificios más relevantes descubiertos en Kabáh son:

#### Sacbé
Cerca del centro de la ciudad se levanta un arco, que marca el comienzo de la calzada, o sacbé, que une Kabáh con Nohpat y con Uxmal. Sin prácticamente ornamentación, solo tiene dos molduras en el centro; tenía la parte inferior del mismo, pintada de rojo (aún hay restos de dicha pintura, en la parte oeste). Fue reconstruido en la década de los 50 del siglo XX, por el arqueólogo mexicano Ponciano Salazar.

#### La Gran Pirámide
Edificado sobre una pequeña elevación del terreno. El aprovechamiento de esta elevación se completó con el relleno necesario, que sirvió para levantar sobre él una estructura con varias terrazas. Hay restos de una escalera, en el lado sur, y de algunos habitáculos.

#### Grupo del Palacio
También levantado sobre una elevación natural, es el edificio más grande de la ciudad. Está, relativamente, bien conservado y hay restos de 2 escaleras, que permiten acceder al conjunto. Se estima que el palacio tenía más de treinta habitaciones. El segundo nivel tiene entradas de diferentes anchuras y, algunas de ellas, divididas por columnas. Conserva parte de la crestería y la fachada está decorada con columnillas, distribuidas en tres secciones.
Anexo al palacio, hay un edificio que tiene dos escaleras, una al norte y otra al oeste la cual conforma un arco que es la entrada a los aposentos de la planta baja, que tienen grandes columnas. Este edificio une el palacio, con el llamado Codz Poop.
La importancia de esta construcción y la gran cantidad de personas que la habitaban, queda demostrada por los numerosos chultunes que hay a su alrededor: se han encontrado 14.

#### El Codz Poop

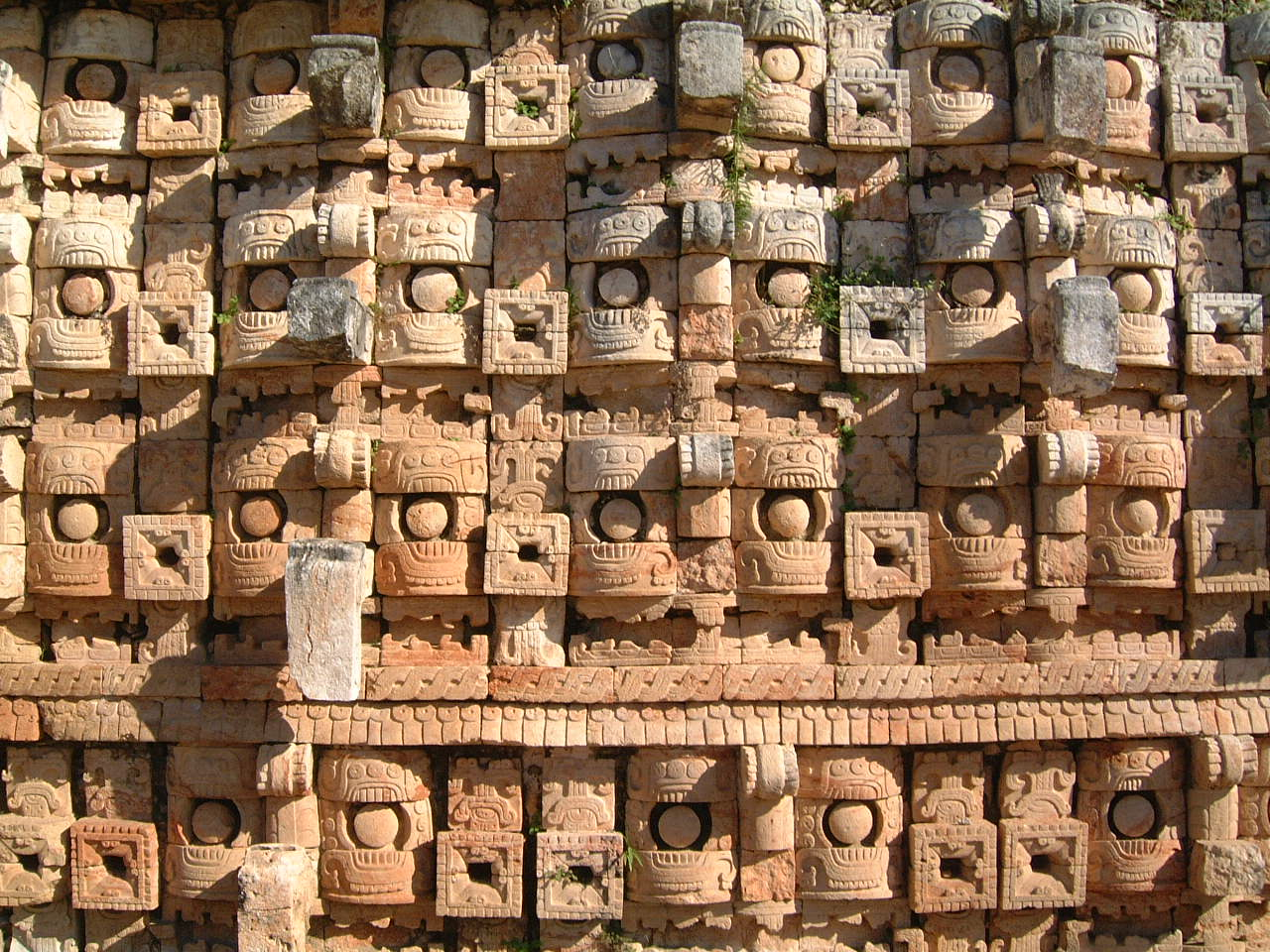
Detalle de la decoración del Codz Poop.

La "estera enroscada", que es la traducción al español de Codz Poop, es el edificio más relevante de Kabáh. También se le denomina Palacio de los Mascarones. Se realizó sobre una plataforma artificial y sus paredes están ricamente decoradas. La fachada oeste tiene mascarones de Chaac y, debajo de los mismos, hay una greca de serpientes entrelazadas y sobre los mascarones hay una decoración geométrica, a base de triángulos. Frente a los mascarones, sobre la terraza que se abre ante el edificio, hay un altar que tiene jeroglíficos a los lados. Por el sur hay una gran edificación, que tiene restos de una escalera en la parte norte. Esta ornamentación tan cargada, es el extremo al que llegó el estilo puuc.
En la explanada que se abre ante el edificio, se encontraron dos esculturas, casi idénticas, que debieron formar parte de la decoración de la fachada. Estas esculturas están, una en el Museo Arqueológico de Yucatán y, la otra, en el Museo Nacional de Antropología de la Ciudad de México.

### Sayil
La ciudad de Sayil, en castellano lugar de hormigas. Ocupa un área de 3  km²; delimitada, de norte a sur, por una longitud de 2 km y de este a oeste por 1,5 km. Se ubica en un valle rodeado de colinas, que no tiene ningún suministro de agua por lo que se construyeron muchos chultunes, para recoger y almacenar el agua de la lluvia.
Las edificaciones están dispuestas de norte a sur y unidas por medio de calzadas o sacbés. Destaca, en el lado norte, el Gran Palacio y en el sur la cancha de juego de pelota, llamada en maya pok-ta-pok. Entre ambos, más o menos en el centro del recorrido, hay un importante templo.
Los edificios más relevantes de este lugar son:

#### El Gran Palacio

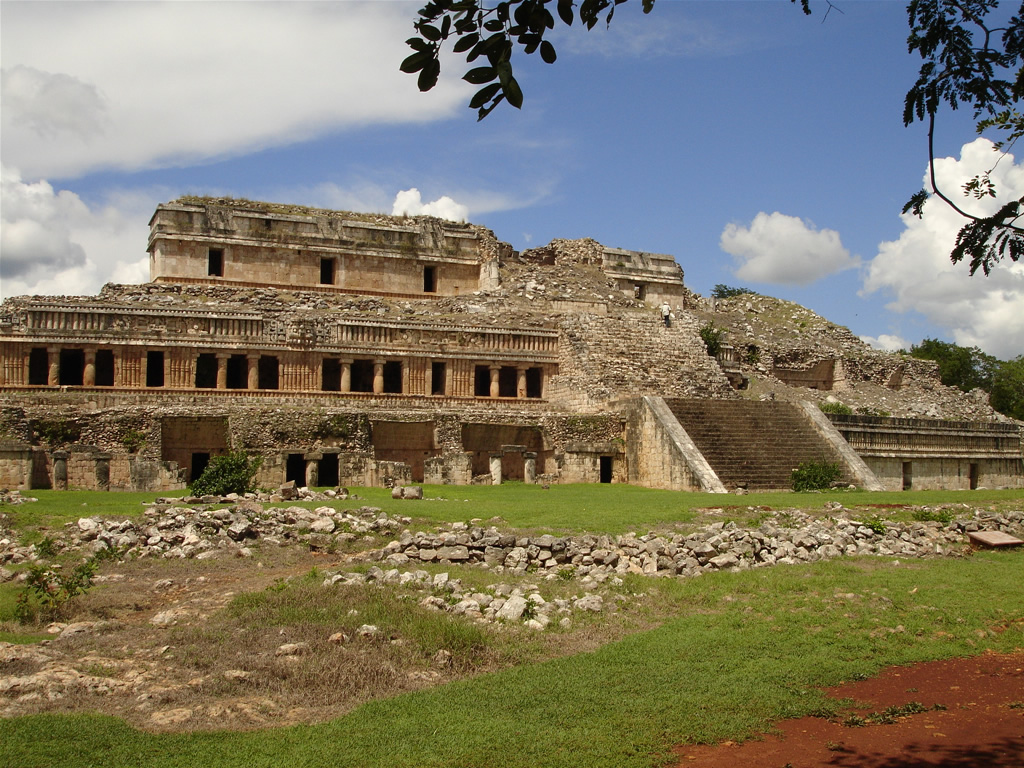
Gran Palacio de Sayil.

Es el edificio más relevante del conjunto y de los más destacados dentro del estilo arquitectónico Puuc. Su construcción tiene la característica de que su nivel más alto está construido sobre una elevación natural del terreno, a cuyo alrededor se han añadido los niveles inferiores. Tuvo 85 aposentos o cámaras, repartidos por sus tres cuerpos. Debió de tratarse de un edificio destinado a la administración de la ciudad.
El primer nivel tiene cinco entradas al lado derecho y siete al lado izquierdo de una notable escalera. Las entradas del lado izquierdo tienen columnas redondas, que marcan las divisiones.
El segundo nivel tiene ocho aposentos, con sus entradas. Estas entradas están divididas por columnas redondas. Lo más destacado de este nivel es el gran friso de columnillas y mascarones de Chaac, que se extiende por encima de las puertas. Junto a los mascarones de Chaac hay representaciones del dios Descendente y del lagarto Celeste.
Mediante una escalera, se accede al tercer nivel, donde hay 6 habitáculos y se encuentran los restos de la crestería adornada, en sus orígenes, con estuco. En este edificio se ha hallado un chultún interior.

#### El Mirador

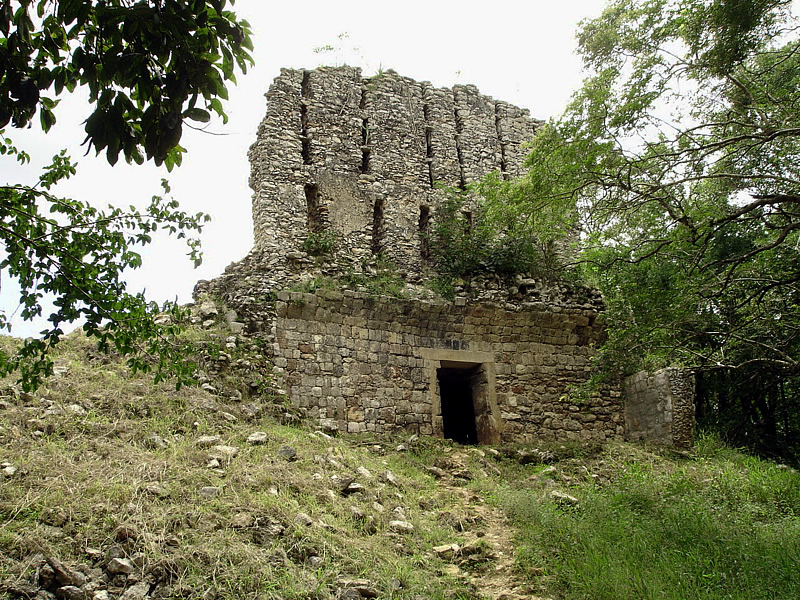
El mirador.

Es un edificio del estilo arquitectónico conocido como Puuc Temprano. En él llama la atención la gran crestería que, todavía, mantiene. Se sitúa al sudeste del Gran Palacio.
Es una construcción del tipo llamado templo piramidal. Constaba de cinco cuartos abovedados y paredes recubiertas con bloques de piedra burdamente talladas, ubicadas sobre un basamento rectangular, de aproximadamente cuatro metros de alto; a este basamento se accedía por medio de una escalinata saliente localizada del lado sur, al frente de la estructura.
La crestería tiene perforaciones y descansa sobre el muro divisorio central de los dos cuartos del costado oeste del edificio; estuvo decorada al frente y a los lados, pero no en su parte posterior. Las piedras que sobresalen de su lado sur, funcionaron como espigas, para sostener y empotrar elementos elaborados con estuco. Posiblemente tuvo dos figuras de forma humana en cada esquina y otra más al centro de la fachada; se conservan restos de motivos de plumas y rosetones, así como de pintura verde, rojo y azul.

#### Templo de las Jambas
Es un edificio que contaba con seis habitaciones, con jeroglíficos en las jambas de entrada. Se ubica junto al Templo del Mirador.

#### Templo Extremo Sur
Una edificación perteneciente al conjunto de edificios del lado sur, a los que se accede mediante el sacbé que configura el eje de la ciudad. En la actualidad, solo queda el nivel inferior de los dos que tuvo. La decoración es a base de columnillas, que forman un gran friso sobre las aperturas de las diferentes estancias, que están posicionadas al oriente y tienen diferentes anchos.

#### Juego de la Pelota
Ubicada entre el Templo Sur y el Grupo de Estelas, se encuentra la cancha del juego de la pelota. Este juego era un juego ritual religioso, que se practicaba en diferentes conmemoraciones.
En las ciudades de la zona Puuc no se han hallado, todavía, muchas canchas de este tipo.

#### Grupo de Estelas
El grupo de estelas se sitúa muy cerca del Templo Sur, son varias estelas en las que hay jeroglíficos que todavía no han sido descifrados. Algunos de ellos están en muy mal estado de conservación. Según las investigaciones de Tatiana Proskouriakoff, datan del año 810.

### Labná

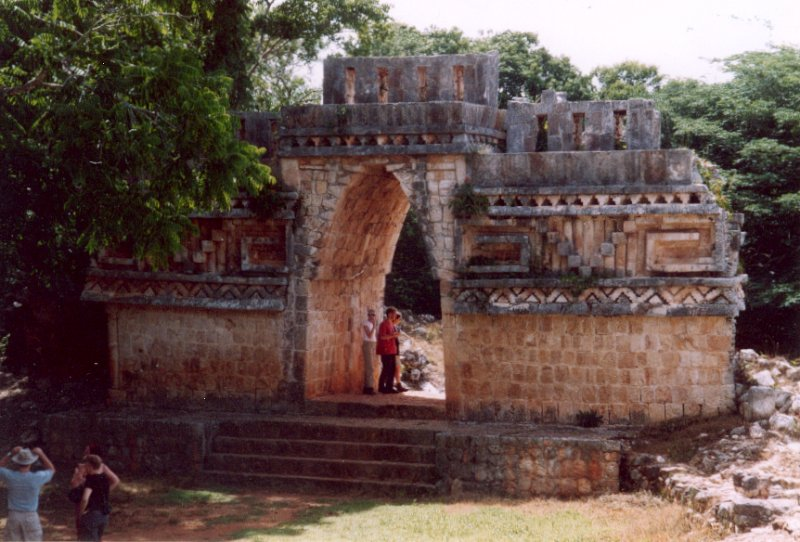
El Arco.

Labná, en castellano "casas viejas",  está ubicada al este de Sayil, a unos 10 km de Sayil. Se estima que es una de las ciudades más antiguas de la época clásica, no hay rastro de ella en las crónicas mayas ni en las que realizaron los conquistadores europeos.
Labná esta todavía sin explorar en su totalidad. La parte más relevante, el centro cívico religioso, ocupa un área de 6 ha; formada por un rectángulo de 300 m en su lado norte sur y 200 en el lado este oeste. Hay otros restos esparcidos hacia el sur y el sudoeste.
Labná es también de las ciudades que tenían que recoger el agua de lluvia en chultunes al carecer de fuentes cercanas. El edificio relevante, llamado el palacio está unido con el grupo de edificios del sur y por el arco por un sacbé.
Dentro de la arquitectura de Labná destacan los siguientes edificios:

#### Gran Palacio
En realidad el llamado Gran Palacio es un conjunto de varios edificios. Están asentados sobre la roca y tiene varios niveles a los que se accede mediante cuatro escaleras (una de ellas bien conservada) con varias terrazas. La construcción está realizada con piedras cortadas y aplanadas.
En cada nivel hay varios aposentos, en el bajo se han hallado 42 donde en la parte oeste formaban un patio, en el alto se han encontrado tres grupos de habitaciones completando 28 cuartos. La parte baja está unida a la estructura central por un pasadizo y un arco.
La decoración es muy parecida al palacio de Sayil quedando restos de esculturas, muchos mascarones de Chaac que se completa con mascarones de cabeza de serpiente con sus fauces abiertas de las cuales brotan cabezas humanas.

#### Arco Triunfal
El arco triunfal es una de las edificaciones más significativas de la ciudad y uno de los mejores ejemplos de arcos de toda la zona Puuc. Está muy adornado con una de las fachadas, la del este, más simple que la otra. Consta, en la fachada este, de un gran mascarón de Chaac.
El arco forma parte de una placita cerrada por otras edificaciones, del otro lado, del este, está la entrada al centro que tiene forma trapezoidal decorada con motivos típicos del estilo puuc, columnillas, grecas y círculos. Dentro del arco hay dos pequeños cuartos que tienen sendos templos pequeños sobre ellos con techos esculpidos y escalonados.

#### El Mirador
El mirador es una pirámide que tiene un templo sobre ella que destaca por su gran crestería, en la que se aprecian los soportes que mantenían los adornos de estuco. Se ubica, la pirámide, dentro de un conjunto de edificios que forman dos patios interiores. El acceso al templo se realiza mediante una escalera que parte de uno de ellos (hoy en día solo quedan los restos de parte de sus laterales). En el templo hay cuatro aposentos y otro más al final de la escalera.

#### El edificio de las Columnitas
Ubicada junto al Gran Palacio, en su parte sudoeste, es un edificio en forma de "L" que cuenta con la particularidad de la ornamentación a base de columnitas divididas por dos franjas. Tiene varias habitaciones que se abren hacia el interior de la "L".